# تقدير كمي لنسبة الهطول

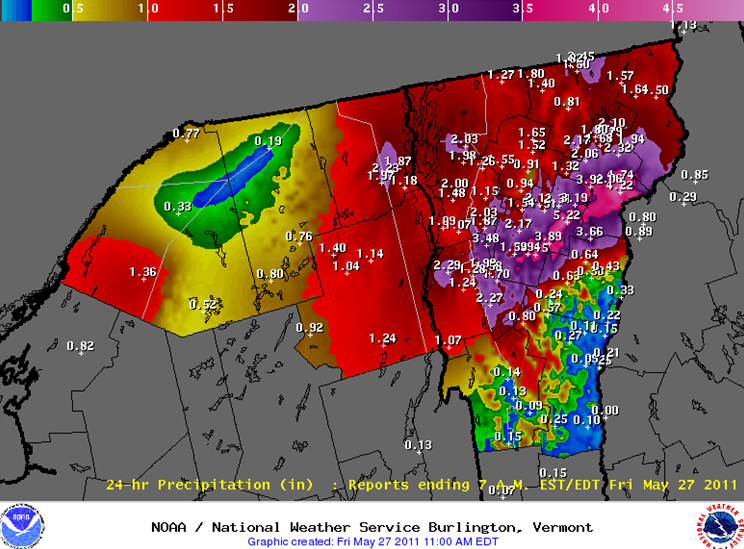

التقدير الكمي لنسبة الهطول (QPE) هي إحدى الطرق التي تستخدم لتقدير كمية هطول الأمطار التي تشهدها أحد المواقع أو التي تتساقط على منطقة ما. ولإعداد خرائط الكميات المتوقع سقوطها من الأمطار على منطقة معينة، والوقت الذي يستغرقه يتم الاستعانة بمصادر متعددة ومختلفة من البيانات من بينها بيانات أجهزة المراقبة الميدانية التقليدية والآلية وبيانات الرادار والأقمار الصناعية. وتتم هذه العملية يوميًا في الولايات المتحدة في مكاتب الأرصاد الجوية (WFO) التي تديرها دائرة الأرصاد الجوية الوطنية (NWS).
ومن الممكن استخدام عدة خوارزميات مختلفة لتقدير كمية هطول الأمطار من البيانات المتوفرة عن طريق الرادار. وما زالت الأبحاث مستمرة في مجالي التقدير الكمي لنسبة هطول الأمطار والتنبؤ الكمي بالأمطار (QPF).